# Wiktor Tierientjew
Wiktor Wasiljewicz Tierientjew, ros. Виктор Васильевич Терентьев (ur. 16 grudnia 1924 w Moskwie, zm. 14 lutego 2002 w Moskwie) – rosyjski piłkarz, grający na pozycji napastnika.

## Kariera piłkarska

### Kariera klubowa
Wychowanek klubu Miasokombinat Moskwa. W 1943 rozpoczął karierę piłkarską w drużynie Dinamo Iwanowo. W 1944 próbował swoich sił w Dinamo Moskwa, ale powrócił do Dinamo Iwanowo. W 1946 bronił barw Miasokombinata Moskwa, a w 1947 Piszczewika Moskwa. Na początku 1948 został piłkarzem Spartaka Moskwa. W 1953 rozegrał tylko 4 mecze w składzie Spartaka, a potem występował w drugoligowym Spartak Kalinin. Na początku 1954 przeszedł do Dynama Kijów, w którym występował przez 4 lata. W 1958 zakończył karierę piłkarską w Metałurhu Zaporoże.

## Kariera trenerska
Po zakończeniu kariery zawodniczej rozpoczął pracę trenerską. W latach 1959–1970 pracował w sztabie szkoleniowym Dynama Kijów, a od stycznia do lipca 1963 nawet prowadził kijowski klub. Potem prowadził Metalist Charków i Dinamo Briańsk. W latach 1975–1976 pracował w zarządzie Dobrowolnego Sportowego Towarzystwa Dinamo. Potem pomagał trenować Dinamo Moskwa, po czym powrócił do zarządu DST Dinama. W latach 1982–1984 prowadził podmoskiewski klub Dinamo Kaszyra. Od 1987 pracował w Szkole Piłkarskiej Dinamo Moskwa. 14 lutego 2002 zmarł w wieku 78 lat.

## Sukcesy i odznaczenia

### Sukcesy klubowe
- mistrz ZSRR: 1952, 1953
- brązowy medalista Mistrzostw ZSRR: 1948, 1949
- zdobywca Pucharu ZSRR: 1950, 1954

### Odznaczenia
- tytuł Mistrza Sportu ZSRR: 1958
- tytuł Zasłużonego Trenera Ukraińskiej SRR: 1961